# 6973 Karajan
6973 Karajan eller 1992 HK är en asteroid i huvudbältet som upptäcktes den 27 april 1992 av de båda japanska astronomerna Seiji Ueda och Hiroshi Kaneda i Kushiro. Den är uppkallad efter dirigenten Herbert von Karajan.
Asteroiden har en diameter på ungefär 8 kilometer.